# 솔댓
솔댓(Soldat)은 폴란드의 2D 3인칭 슈팅 게임으로, 사이드 스크롤 방식인 리에로와 스코치 어스에서 영감을 받았으며, 카운터스트라이크와 웜즈의 요소가 가미되어 있다.
솔댓은 셰어웨어이며 정식등록을 하면 인터페이스 및 제트 불꽃의 색상 등의 옵션을 바꿀 수 있으며 미니맵과 해상도를 변경할 수 있는 혜택이 포함되어있다.

## 역사
2002년 8월 23일 1.0.5b가 여러 베타버전과 마이너버전을 거친뒤 첫 정식버전으로 출시되었다.
그 이후, 많은 수정과 추가가 이뤄졌는데 무기 밸런스가 주로 수정되었으며 바렛 M82A1의 "스타트업(기동시간)", M72 Law, 컴뱃 나이프, 깃발과 맵의 사소한 버그가 수정되었다.
현재 솔댓의 최신버전은 1.4.2로 1.4.0 이후 주요 기능을 추가하여 출시되었다. 정식등록 유저에게 미니맵과 해상도 변경의 혜택, BattleEye의 추가로 안티 치트 시스템과 여러 버그들이 수정되었다.
1.4.0은 원래 1.3.2였으나 많은 버그 수정과 기능 추가로 인하여 1.4.0으로 2007년 8월 11일 전 세계적으로 공개됐다.
현재 최신 버전인 솔댓 1.5는 2009년 4월 16일 정식 버전이 발표되었다.

## 게임 방식

### 게임 방식
- 데스매치(Death Match, DM) : 모두가 적으로 적을 많이 죽여야한다.
- 포인트매치(Point Match) : 노란 깃발을 가지고 있으면 득점이 증가한다.
- 팀매치(Team Match) : 팀을 이루어 하는 상대편을 죽인다.
- 람보 매치(Rambo Match) : 하나밖에 없는 매우 강한 무기인 람보활을 놓고 싸운다.
- 깃발 뺏기(Capture The Flag, CTF) : 양팀이 서로 상대팀의 깃발을 뺏어 자신의 깃발에 가져온다.
- 침입(Infiltration, INF) : 한팀은 방어, 한팀은 상대의 깃발을 뺏어 자신의 깃발에 가져온다.
- 깃발 사수(Hold The Flag, HTF) : 노란 깃발을 사수한다.

### 게임 모드
- 서바이벌 : 한 사람이 남을때까지 싸우는 게임모드.
- 리얼리스틱 : 총기의 반동, 캐릭터 낙하로 인한 대미지 등 현실과 비슷한 게임모드.
- 어드벤스 : 자신의 킬 점수로 무기 등이 추가되어 높을수록 많은 무기를 고를 수 있는 게임모드.

## 무기

### 주무기
- 데저트 이글
- HK MP5
- AK-74
- 슈타이어 AUG
- SPAS-12
- Ruger-77
- M79
- 배럿 M82
- FN 미니미
- XM214 마이크로건

### 보조무기
- USSOCOM
- Combat Knife
- Chainsaw
- M72 LAW

### 기타
- 수류탄(Grenade)
- 산탄 수류탄(Cluster grenade)
- 람보활(Rambo Bow)
- 불활(Flame Bow)
- 화염방사기(Flame Gun)

### 해외 웹사이트
- (영어) 솔댓 공식 웹사이트
- (영어) 셀프킬
- (영어) 솔댓 포럼
- (영어) 솔댓 위키

### 국내 웹사이트
- (한국어) 솔댓 비공식 한국어 웹사이트[깨진 링크(과거 내용 찾기)]
- (한국어) 한국 솔댓 데스매치 리그 웹사이트[깨진 링크(과거 내용 찾기)]
- (한국어) Soldat GZ 클랜 웹사이트